# The Gate
The Gate (bra O Portal) é um filme canado-estadunidense de 1987. Sua duração é de 86 minutos. Foi dirigido por Tibor Takács e teve roteiro de Michael Nankin.

## Sinopse
Garotos descobrem, no quintal de casa, um buraco (de onde foi retirada uma árvore) que pode ser uma passagem para o inferno.

## Elenco principal
- Christa Denton - Alexandra "Al"
- Louis Tripp - Terrence "Terry" Chandler
- Stephen Dorff - Glen